# Drapeau de l'Union occidentale
L'Union occidentale (en anglais Western Union) était une alliance militaire établie entre la France, le Royaume-Uni et les trois pays du Benelux (Belgique, Pays-Bas et Luxembourg) entre 1948 et 1954. Le drapeau de l'Union occidentale se compose d'une chaîne ininterrompue de cinq maillons rectangulaires en forme de pentagone inversé sur fond bleu, et d'une bordure externe multicolore (rouge à l'extérieur, or, noir et blanc) dont les couleurs sont tirées des drapeaux des États membres,.

## Conception

### Champ
Le champ du drapeau est bleu et présente une chaîne ininterrompue de cinq maillons rectangulaires en forme de pentagone inversé.
L'insigne du quartier général, figurant au centre du drapeau, peut être considéré comme le premier insigne de formation véritablement international, bien que l'insigne du Supreme Headquarters Allied Expeditionary Force (SHAEF) ait été porté pendant la guerre (1944-46) par des officiers britanniques, américains et d'autres pays alliés. Cet insigne est universellement porté par l'état-major interarmées des cinq membres de l'Union occidentale du Traité de Bruxelles (Grande-Bretagne, France, Belgique, Pays-Bas et Luxembourg).
L'insigne, dont les cinq maillons dorés formant un pentagone sur fond bleu symbolisent les cinq puissances occidentales, est porté sur la manche, sous l'épaule, dans la même position que toutes les formations britanniques.
L'insigne a été vu pour la première fois (à Aldershot) en octobre 1949, porté par le Field-Marshal Viscount Montgomery lors d'une visite au QG des forces aéroportées.

Insigne
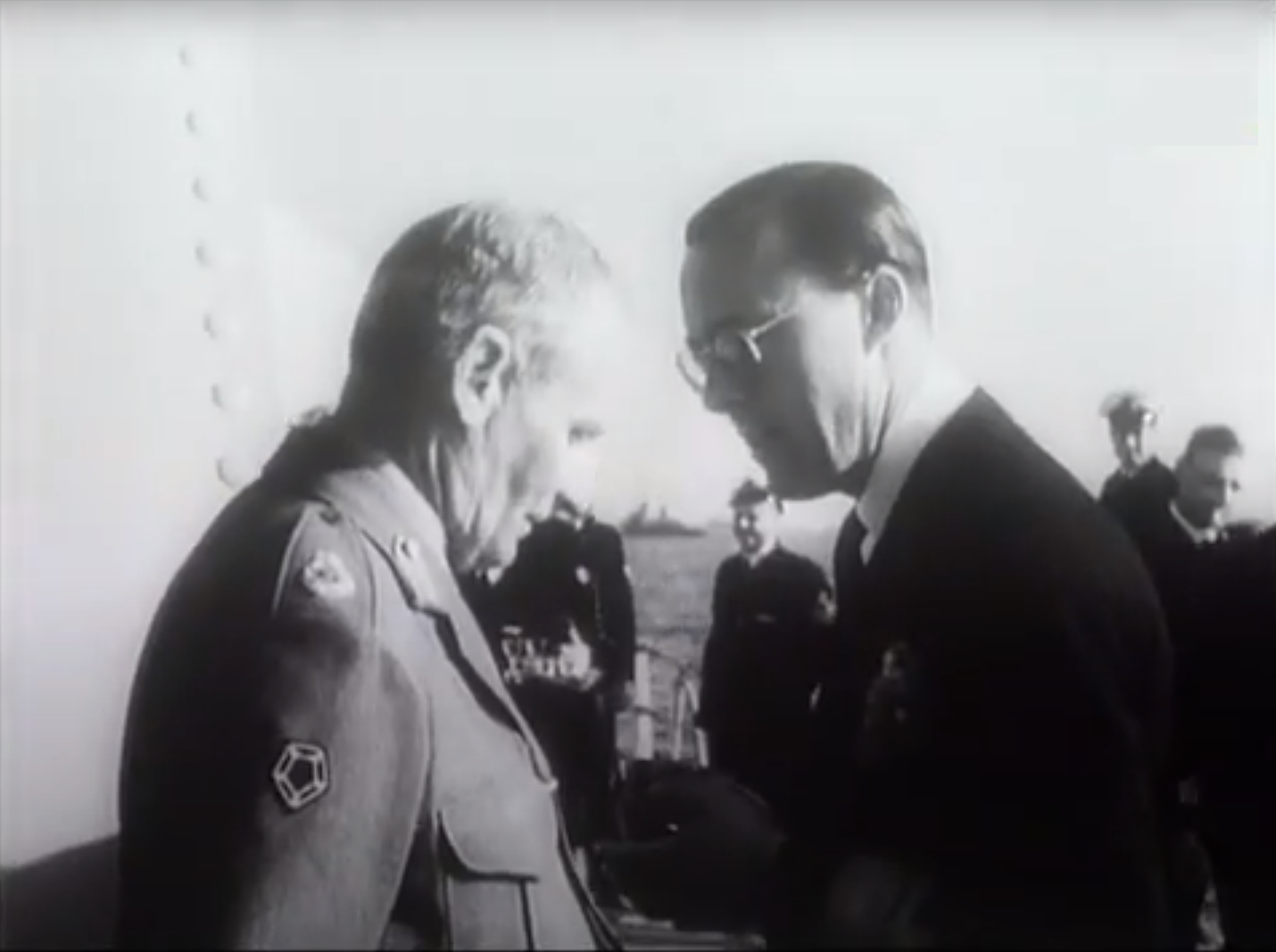
Le président Bernard Montgomery du comité C-in-C portant l'insigne lors de sa rencontre avec le prince néerlandais Bernhard à bord du HNLMS Tromp en juillet 1949.

### Bordure
La bordure du drapeau est une bordure multicolore (rouge à l'extérieur, or, noir et blanc) dont les couleurs sont tirées de celles des drapeaux des États membres de l'UO. Les proportions relatives de la bordure sont approximativement : rouge 3 ; chacune des autres couleurs 1. La largeur totale de la bordure est environ la moitié de la profondeur du drapeau,.

## Histoire

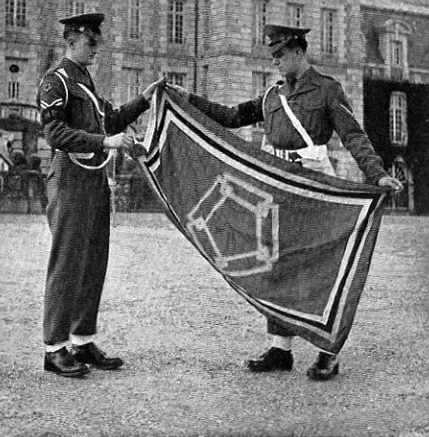
Sous-officiers du Corps de la Police Militaire Royale arborant le drapeau de l'UO.

Le drapeau a sans doute été introduit et utilisé comme drapeau de commandement du commandant en chef de l'amiral de la flotte Rhoderick McGrigor lors de l'exercice Verity en 1949, le seul exercice majeur organisé par l'organisation. Le drapeau flottait également sur une voiture appartenant à Bernard Montgomery, président du comité des commandants en chef de l'UO.
Une photo du drapeau est présentée dans le livre intitulé Badges on Battledress de Howard N. Cole. La légende originale indique que « les sous-officiers du Corps de la police militaire royale arborant le drapeau de l'Union occidentale qui incorpore l'insigne du quartier général, commandants en chef de l'Europe occidentale ». Il n'est pas précisé où la photo a été prise, même s'il s'agit peut-être simplement de Fontainebleau.

### Modification
Le drapeau a cessé d'être utilisé lors de la création du quartier général des forces terrestres alliées en Europe centrale (AFCENT) de l'OTAN en août 1953, date à laquelle un maillon supplémentaire a été ajouté à l'emblème, symbolisant les États-Unis.

## Voir également
- Drapeau de l'Union de l'Europe occidentale
- Drapeau de l'OTAN
- Drapeau de la Communauté européenne du charbon et de l'acier
- Drapeau de l'Europe
- Drapeau fédéraliste